# 6 أيام في الفلوجة
6 أيام في الفلوجة (بالإنجليزية: Six Days in Fallujah) هي لعبة تصويب منظور الشخص الأول قادمة، تدور اللعبة حول حرب الخليج الثالثة ومن المقرر إصدار اللعبة في الربع الرابع من 2022.